# Krassiwaja Metscha
Die Krassiwaja Metscha (russisch Краси́вая Меча́) ist ein rechter Nebenfluss des Don in den russischen Oblasten Tula und Lipezk.
Die Krassiwaja Metscha entspringt im Osten der Mittelrussischen Platte in der Oblast Tula. Sie fließt in meist südöstlicher Richtung in die Oblast Lipezk. Sie passiert dabei die Stadt Jefremow. Die Krassiwaja Metscha mündet schließlich nach 244 km südlich von Lebedjan rechtsseitig in den Oberlauf des Don. Der Fluss entwässert ein Areal von etwa 6000 km². Er wird hauptsächlich von der Schneeschmelze gespeist. Im März und April kommt es regelmäßig zu Hochwasser. 22 km oberhalb der Mündung beträgt der mittlere Abfluss (MQ) 30,2 m³/s. Die größten Abflüsse erreichten Werte von 1360 m³/s. Zwischen Ende November / Anfang Dezember und Ende März ist der Fluss alljährlich eisbedeckt.